# Петров, Николай Иванович (Герой Советского Союза)
Никола́й Ива́нович Петро́в (9 мая 1924, станица Малодельская, Усть-Медведицкий округ Царицынская губерния — 7 августа 1944, Биржайский район, Литовская ССР, СССР) — Герой Советского Союза, наводчик СУ-85, гвардии старший сержант.

## Биография
Николай Иванович Петров родился 9 мая 1924 года в станице Малодельской (ныне Фроловского района Волгоградской области) в семье крестьянина. Русский.
Окончил 7 классов. Работал в колхозе.
В Красной Армии с 1942 года. В том же году на фронте. Член ВКП(б)/КПСС с 1944 года.
Наводчик самоходно-артиллерийской установки (САУ) 1452-го самоходного артиллерийского полка (19-й танковый корпус, 51-я армия, 1-й Прибалтийский фронт) старший сержант Петров отличился при отражении танковой контратаки противника в районе деревни Суостай (Литва) 7 августа 1944 года. Выдвинувшись вперёд, метким огнём остановил вражеские танки. До последней возможности вёл по ним огонь и обеспечил удержание позиции. Погиб в этом бою.
Был похоронен в посёлке Радвилишкес Биржайского района Литовской ССР (ныне Литва).
В настоящее время в станице Малодельской проживают племянники Николая Ивановича и внуки. 

## Награды
- Звание Героя Советского Союза присвоено 24 марта 1945 года посмертно.
- Орден Ленина.
- Медали.

## Память
- В станице Малодельской установлен бюст Героя.